# Claudia Welscher
Claudia Welscher (* 23. Mai 1968) ist eine frühere deutsche Crosslauf-Sommerbiathletin.
Claudia Welscher von der SC Rotenstein-Wiebelsaat nahm an den Sommerbiathlon-Weltmeisterschaften 2000 in Chanty-Mansijsk teil und erreichte dort die Plätze 16 in Sprint und Verfolgung sowie mit Dörte Krüger, Christiane Gredigk und Stefanie Glöckner Rang vier im Staffelrennen. National gewann sie 1999 und 2000 vor Krüger und Sandra Helmholz mit dem Kleinkaliber-Gewehr die Meistertitel in Sprint und Verfolgung. Damit gewann sie bei den ersten beiden Meisterschaften seit der Einführung 1999 alle Titel in den Einzelrennen.